# Суперкубок Німеччини з футболу серед жінок
Суперку́бок Німе́ччини з футбо́лу серед жінок (нім. DFB-Supercup der Frauen) — одноматчевий турнір серед жіночих команд у якому грають володар кубка Німеччини та чемпіон попереднього сезону. 
У 1992, 1993 та 1995 роках жіночий Суперкубок проходив безпосередньо перед Суперкубком серед чоловіків, а у 1997 році розіграш жіночого суперкубку було скасовано. 
У грудні 2023 року Німецький футбольний союз оголосив про повернення змагання, починаючи з сезону 2024-2025 років. Першим володарем трофею після відновлення турніру стала мюнхенська «Баварія».

## Матчі
| Дата           | Місце проведення | Переможець               | Рахунок  | Фіналіст               |
| -------------- | ---------------- | ------------------------ | -------- | ---------------------- |
| 11 серпня 1992 | Ганновер         | «Шпортфройнде» (Зіген)   | 4:0      | «ФСВ Франкфурт»        |
| 1 серпня 1993  | Леверкузен       | «Нідеркірхен»            | 2:1      | «Шпортфройнде» (Зіген) |
| 24 липня 1994  | Зіммерталь       | «Грюн-Вайс» (Браувайлер) | 4:0      | «Шпортфройнде» (Зіген) |
| 5 серпня 1995  | Дюссельдорф      | «ФСВ Франкфурт»          | 4:0      | «Шпортфройнде» (Зіген) |
| 4 вересня 1996 | Ніддерау         | «ФСВ Франкфурт»          | 2:0 д.ч. | «Шпортфройнде» (Зіген) |
| 31 серпня 1997 | Райне            | «Грюн-Вайс» (Браувайлер) | 1:0      | «Айнтрахт» (Райне)     |
| 25 серпня 2024 | Дрезден          | «Баварія» (Мюнхен)       | 1:0      | «Вольфсбург»           |

## Переможці
| Клуб                     | Переможець | Роки коли брав участь            |
| ------------------------ | ---------- | -------------------------------- |
| «ФСВ Франкфурт»          | 2          | 3 (1992, 1995, 1996)             |
| «Грюн-Вайс» (Браувайлер) | 2          | 2 (1994, 1997)                   |
| «Шпортфройнде» (Зіген)   | 1          | 5 (1992, 1993, 1994, 1995, 1996) |
| «Нідеркірхен»            | 1          | 1 (1993)                         |
| «Баварія» (Мюнхен)       | 1          | 1 (2024)                         |
| «Айнтрахт» (Райне)       | 0          | 1 (1997)                         |
| «Вольфсбург»             | 0          | 1 (2024)                         |